# Complex d'Orió
El complex de núvols moleculars d'Orió (també conegut simplement com a complex d'Orió) és una gran nebulosa localitzada a la constel·lació d'Orió. El núvol es troba a uns 1.500 o 1.600 anys llum del sistema solar. Algunes parts de la nebulosa poden ser observades a ull nu com la nebulosa d'Orió, d'altres amb binoculars o petits telescopis.
La importància d'aquesta nebulosa rau en la seva gran mida, que abasta des del cinturó d'Orió fins a la seva espasa. Es tracta, a més, d'una de les regions de formació estel·lar més actives que poden veure's al cel nocturn, i que allotja estrelles molt joves i discs protoplanetaris.
La nebulosa també resulta molt brillant en la longitud d'ona infraroja a causa dels intensos processos de calor relacionats amb la formació estel·lar. El complex també conté nebuloses fosques, nebuloses de reflexió i regions HII.

## Nebuloses del Complex
Llista de les nebuloses més remarcables del complex:
- La nebulosa d'Orió, M42
- M43, part de la nebulosa d'Orió
- La nebulosa Cap de Cavall
- Anell de Barnard
- M78, nebulosa de reflexió
- Núvol molecular d'Orió 1 (OMC-1)
- Núvol molecular d'Orió 2 (OMC-2)
- Nebulosa de la Flama (NGC 2024)
- HH 1/2, els primers objectes Herbig-Haro reconeguts.[1]
- Associació estel·lar OB1 d'Orió